# Matrizenraum
Der Matrizenraum oder Raum der Matrizen ist in der Mathematik der Vektorraum der Matrizen fester Größe über einem gegebenen Körper mit der Matrizenaddition und der Skalarmultiplikation als innerer und äußerer Verknüpfung. Die Standardbasis für den Matrizenraum besteht aus den Standardmatrizen, bei denen genau ein Eintrag eins ist und alle anderen Einträge null sind. Die Dimension des Matrizenraums ist gleich dem Produkt aus der Zeilen- und Spaltenanzahl der Matrizen.
Die Matrizenräume besitzen in der linearen Algebra eine fundamentale Bedeutung, da der Raum der linearen Abbildungen zwischen zwei endlichdimensionalen Vektorräumen isomorph (strukturell gleich) zu einem Matrizenraum ist. Demnach kann – nach Wahl einer Basis für den Urbild- und den Zielraum – jede lineare Abbildung durch eine Matrix dargestellt werden und umgekehrt entspricht jede Matrix einer linearen Abbildung.

## Definition
Ist {\displaystyle K} ein Körper sowie {\displaystyle m} und {\displaystyle n} natürliche Zahlen, so ist
{\displaystyle K^{m\times n}=\{(a_{ij})_{i=1,\ldots ,m,j=1,\ldots ,n}\mid a_{ij}\in K\}}
die Menge der Matrizen der Größe {\displaystyle m\times n} mit Einträgen aus {\displaystyle K}. Für Matrizen {\displaystyle A,B\in K^{m\times n}} definiert man nun eine komponentenweise Addition durch
{\displaystyle A+B=(a_{ij}+b_{ij})},
sowie eine komponentenweise Multiplikation mit einem Skalar {\displaystyle c\in K} durch
{\displaystyle c\cdot A=(c\cdot a_{ij})}.
Auf diese Weise erhält man einen Vektorraum {\displaystyle (K^{m\times n},+,\cdot )}, der Matrizenraum oder Raum der Matrizen der Größe {\displaystyle m\times n} über dem Körper {\displaystyle K} genannt wird.

## Beispiel
Betrachtet man den Raum {\displaystyle K^{2\times 2}} der Matrizen der Größe {\displaystyle 2\times 2}, dann entspricht die Matrizenaddition gerade
{\displaystyle A+B={\begin{pmatrix}a_{11}&a_{12}\\a_{21}&a_{22}\end{pmatrix}}+{\begin{pmatrix}b_{11}&b_{12}\\b_{21}&b_{22}\end{pmatrix}}={\begin{pmatrix}a_{11}+b_{11}&a_{12}+b_{12}\\a_{21}+b_{21}&a_{22}+b_{22}\end{pmatrix}}}
und die Skalarmultiplikation entsprechend
{\displaystyle c\cdot A=c\cdot {\begin{pmatrix}a_{11}&a_{12}\\a_{21}&a_{22}\end{pmatrix}}={\begin{pmatrix}c\cdot a_{11}&c\cdot a_{12}\\c\cdot a_{21}&c\cdot a_{22}\end{pmatrix}}}.
Als Ergebnis der Addition oder Skalarmultiplikation erhält man demnach wieder eine {\displaystyle (2\times 2)}-Matrix.

## Eigenschaften

### Neutrales und inverses Element
Das neutrale Element im Matrizenraum ist die Nullmatrix
{\displaystyle 0=(~0_{K}~)},
deren Elemente alle gleich dem Nullelement {\displaystyle 0_{K}} des Körpers {\displaystyle K} sind. Das zu einer Matrix {\displaystyle A=(a_{ij})} additiv inverse Element ist dann die Matrix
{\displaystyle -A=(-a_{ij})},
wobei {\displaystyle -a_{ij}} für {\displaystyle i=1,\ldots ,m} und {\displaystyle j=1,\ldots ,n} jeweils das additiv inverse Element zu {\displaystyle a_{ij}} in {\displaystyle K} ist.

### Gesetze
Der Matrizenraum erfüllt die Axiome eines Vektorraums. Neben der Existenz eines neutralen und inversen Elements gelten für Matrizen {\displaystyle A,B,C\in K^{m\times n}} und Skalare {\displaystyle c,d\in K}
- das Assoziativgesetz {\displaystyle A+(B+C)=(A+B)+C},
- das Kommutativgesetz {\displaystyle A+B=B+A},
- das gemischte Assoziativgesetz {\displaystyle c\cdot (d\cdot A)=(c\cdot d)\cdot A},
- die Distributivgesetze {\displaystyle c\cdot (A+B)=c\cdot A+c\cdot B} und {\displaystyle (c+d)\cdot A=c\cdot A+d\cdot A} sowie
- die Neutralität der Eins {\displaystyle 1_{K}\cdot A=A}, wobei {\displaystyle 1_{K}} das Einselement des Körpers {\displaystyle K} ist.

Diese Gesetze folgen direkt aus der Assoziativität, der Kommutativität und der Distributivität der Addition und Multiplikation im Körper {\displaystyle K} durch Anwendung auf jedes Element einer Matrix.

### Basis und Dimension
Die Standardbasis für den Matrizenraum besteht aus der Menge der Standardmatrizen
{\displaystyle \{E_{ij}\mid i=1,\ldots ,m,j=1,\ldots ,n\}}.
bei denen der Eintrag an der Stelle {\displaystyle (i,j)} eins ist und alle anderen Einträge null sind. Jede Matrix {\displaystyle A\in K^{m\times n}} lässt sich somit als Linearkombination
{\displaystyle A=\sum _{i=1}^{m}\sum _{j=1}^{n}a_{ij}\cdot E_{ij}}
dieser Basismatrizen darstellen. Die Dimension des Matrizenraums beträgt demnach
{\displaystyle \operatorname {dim} (K^{m\times n})=m\cdot n},
sie ist also das Produkt aus der Zeilen- und der Spaltenanzahl der Matrizen des Raums.

### Isomorphie
Der Vektorraum der Matrizen ist isomorph zum Raum {\displaystyle L(V,W)} der linearen Abbildungen zwischen zwei endlichdimensionalen Vektorräumen {\displaystyle V} und {\displaystyle W} über dem gleichen Körper {\displaystyle K}, das heißt
{\displaystyle L(V,W)\cong K^{m\times n}},
wobei {\displaystyle m} die Dimension von {\displaystyle W} und {\displaystyle n} die Dimension von {\displaystyle V} ist. Jede lineare Abbildung {\displaystyle f\in L(V,W)} kann nämlich nach Wahl einer Basis {\displaystyle \{v_{1},\ldots ,v_{n}\}} für {\displaystyle V} und {\displaystyle \{w_{1},\ldots ,w_{m}\}} für {\displaystyle W} durch 
{\displaystyle f(v_{j})=\sum _{i=1}^{m}a_{ij}w_{i}}
für {\displaystyle j=1,\ldots ,n} dargestellt werden. Somit kann jede solche lineare Abbildung eindeutig durch eine Matrix {\displaystyle (a_{ij})\in K^{m\times n}}, die sogenannte Abbildungsmatrix, beschrieben werden. Umgekehrt entspricht jede Matrix auf diese Weise genau einer linearen Abbildung aus {\displaystyle L(V,W)}.

## Erweiterungen
Der Matrizenraum kann beispielsweise um folgende mathematische Strukturen erweitert werden:
- Wird ein reeller oder komplexer Matrizenraum mit einem Skalarprodukt versehen, beispielsweise dem Frobenius-Skalarprodukt, erhält man einen Skalarproduktraum. Da dieser Raum bezüglich der von dem Skalarprodukt induzierten Metrik vollständig ist, handelt es sich dabei sogar um einen Hilbertraum.

- Wird ein reeller oder komplexer Matrizenraum mit einer Matrixnorm versehen, beispielsweise einer natürlichen Matrixnorm oder der Frobeniusnorm, erhält man einen normierten Raum. Auch dieser Raum ist dann bezüglich der von der Norm induzierten Metrik vollständig, also ein Banachraum.

- Wird ein Matrizenraum mit einer Topologie versehen, erhält man einen topologischen Vektorraum, das heißt die Matrizenaddition und die Skalarmultiplikation sind dann stetige Operationen.

- Wird ein Raum quadratischer Matrizen neben der Matrizenaddition und der Skalarmultiplikation mit der Matrizenmultiplikation versehen, erhält man eine assoziative Algebra.